# František Samec
František Samec (4. září 1922 Měšice – 28. ledna 1992 České Budějovice) byl český a československý politik Komunistické strany Československa, předseda jihočeského KNV, poslanec České národní rady a Sněmovny národů Federálního shromáždění za normalizace.

## Biografie
V letech 1969–1971 byl tajemníkem Krajského výboru KSČ pro Jihočeský kraj. XIII. sjezd KSČ ho zvolil za kandidáta Ústředního výboru KSČ. XIV. sjezd KSČ ho zvolil členem Ústředního výboru KSČ a na postu člena ÚV KSČ ho potvrdil i XV. sjezd KSČ. V letech 1971–1986 zastával post předsedy jihočeského KNV. V roce 1970 získal Řád práce, v roce 1982 Řád Vítězného února.
Dlouhodobě zasedal v zákonodárných sborech. Ve volbách roku 1971 nastoupil do České národní rady. Mandát získal znovu ve volbách roku 1976. Ve volbách roku 1981 zasedl za KSČ do české části Sněmovny národů (volební obvod č. 19 – Český Krumlov, Jihočeský kraj). Mandát získal i ve volbách roku 1986 (obvod Český Krumlov). Ve Federálním shromáždění setrval do ledna 1990, kdy rezignoval v rámci procesu kooptací do Federálního shromáždění po sametové revoluci.